# Poarta Albă
Poarta Alba là một xã thuộc hạt Constanța, România. Dân số thời điểm năm 2002 là 4808 người.

## Liên két ngoài
- “Geonames Database”. Cơ quan Tình báo Địa không gian Quốc gia. Bản gốc lưu trữ ngày 18 tháng 3 năm 2017. Truy cập ngày 11 tháng 5 năm 2011.